# 大阪音楽大学
大阪音楽大学（おおさかおんがくだいがく、英語: Osaka College of Music）は、大阪府豊中市庄内幸町1-1-8に本部を置く日本の私立大学。1915年創立、1958年大学設置。大学の略称は大音、大阪音大。

## 沿革
1906年、東京音楽学校出身の永井幸次が大阪府立清水谷高等女学校（現・大阪府立清水谷高等学校）に赴任した。永井は清水谷高女の在職中に計21回の音楽会を開いたほか、大阪市内の小学校教諭らと勉強会「七声会」を結成し、大阪における音楽教育の中心人物の一人として活動した。
本学はこのような経歴を持つ永井が創立し、初代校長を務めた西日本初の音楽学校「大阪音楽学校」に由来する大学である。

### 建学の精神
世界音楽　並に　音楽に関連せる諸般の芸術は　之の学校によって統一され　新音楽　新歌劇の　発生地たらんことを　祈願するものなり

### 年表
- 1915年（大正4年）
  - 10月5日 - 大阪音楽学校設立認可
  - 10月15日 - 大阪市南区塩町（現・中央区南船場）に大阪音楽学校開校。創立者・初代校長に永井幸次
- 1925年（大正14年）
  - 9月 - 大阪市東区味原町（現・天王寺区味原本町）に新校舎の建設着工
- 1926年（大正15年）
  - 4月 - 大阪市東区味原町に移転
- 1927年（昭和2年）
  - - 学生からの申し出により、校章を現行のものに変更
- 1933年（昭和8年）
  - 2月 - 大阪音楽学校学則を制定
  - 3月 - 大阪音楽学校後援会創設
  - 4月 - 特別専門科をおく
  - 12月18日 - 財団法人大阪音楽学校設立認可
- 1934年（昭和9年）
  - 3月 - 専攻科（甲種師範科を改称）第1期生が卒業。乙種師範科を廃止
  - 5月9日 - 専攻科の課程を終えたものに「府立小学校音楽科専科正教員の無試験検定」認定
- 1944年（昭和19年）
  - 2月29日 - 専門学校設立申請
  - 4月 - 戦時緊急措置令により、一時閉校
- 1945年（昭和20年）
  - 9月 - 在校生へ開校通知
  - 10月1日 - 学校再開
- 1947年（昭和22年）
  - 4月1日 - 大阪音楽学校同窓会発足
- 1948年（昭和23年）
  - 2月4日 - 財団法人大阪音楽高等学校へ名称変更
  - 3月 - 大阪音楽高等学校設置許可の申請
  - 4月1日 - 財団法人大阪音楽高等学校設立（理事長・校長に永井幸次）。大阪音楽高等学校・大阪音楽高等学校専攻科（二年制）開校
- 1950年（昭和25年）
  - 1月20日 - 永井幸次、校長と兼務の理事長職を退任。後任に水川清一就任
  - 9月30日 - 大阪音楽短期大学の設立を申請
- 1951年（昭和26年）
  - 3月5日 - 財団法人大阪音楽高等学校を学校法人大阪音楽短期大学に組織変更認可（理事長に水川清一が就任）
  - 3月7日 - 大阪音楽短期大学設置認可（音楽科作曲楽理専攻・声楽専攻・器楽専攻、選科生（夜間部）器楽科・声楽科・受験準備科）
  - 3月 - 大阪音楽学校、最後の卒業式
  - 4月1日 - 大阪音楽短期大学開学（学長に永井幸次（高等学校校長と兼任））
- 1954年（昭和29年）
  - 2月15日 - 大阪音楽短期大学第二部（夜間）増設認可
  - 4月1日 - 大阪音楽短期大学音楽科第二部開学（音楽科作曲楽理専攻・声楽専攻・器楽専攻）
  - 10月15日 - 豊能郡庄内町大字野田（現・豊中市庄内幸町）の現校地に移転
- 1957年（昭和32年）
  - 3月22日 - 大阪音楽短期大学専攻科設置認可
  - 4月1日 - 大阪音楽短期大学専攻科を開設（作曲専攻・声楽専攻・器楽専攻）
  - 5月4日 - 大阪音楽短期大学付属児童音楽学園を開設（幼稚科・小学科・中学科）
- 1958年（昭和33年）
  - 1月10日 - 学校法人大阪音楽大学設立認可（理事長に水川清一）
  - 3月31日 - 大阪音楽短期大学第1部並びに専攻科を廃止
  - 4月1日 - 大阪音楽大学開学（学長に永井幸次（短期大学学長、付属音楽高等学校校長を兼任））（音楽学部作曲学科、声楽学科、器楽学科）。大阪音楽高等学校を大阪音楽大学付属音楽高等学校に改称
- 1959年（昭和34年）11月11日 - 大阪音楽短期大学第二部を大阪音楽大学短期大学部と改称
- 1961年（昭和36年）
  - 4月 - 聴講生制度発足
  - 8月26日 - 同窓会の正式名称が「幸楽会」と決定し、会則も制定
- 1964年（昭和39年）
  - 3月31日 - 大阪音楽大学付属高等学校Bコース（初心者向け）を廃止
  - 9月29日 - 大阪音楽短期大学音楽科第一部設立申請
- 1965年（昭和40年）
  - 1月25日 - 大阪音楽大学短期大学部設置認可
  - 4月1日 - 大阪音楽大学短期大学部開学（音楽科第一部作曲専攻、声楽専攻、器楽専攻）
  - 4月7日 - 永井学長、逝去
  - 10月15日 - 創立50周年記念式典を挙行
- 1966年（昭和41年）
  - 1月22日 - 短期大学部第一部に音楽専攻増設認可。短期大学部第二部の専攻を音楽専攻に改組認可
  - 4月1日 - 大阪音楽大学短期大学部第一部に音楽専攻開設。大阪音楽大学短期大学部第二部を音楽専攻として開設。大阪音楽大学付属図書館を第1キャンパスに開設[2]。図書館内に音楽文化研究所を開設
  - 4月 - 児童音楽学園を大阪音楽短期大学付属音楽学園と改称
  - 12月26日 - 大阪音楽大学音楽専攻科を設置認可
- 1967年（昭和42年）
  - 1月11日 - 大阪音楽大学付属音楽幼稚園設置認可
  - 1月18日 - 大阪音楽大学短期大学部音楽専攻科設置認可
  - 4月1日 - 大阪音楽大学作曲学科に楽理専攻を開設。短期大学音楽専攻に箏コースを開設。大阪音楽大学に音楽専攻科を開設（作曲専攻、声楽専攻、器楽専攻）。大阪音楽大学短期大学部に専攻科を開設。楽器資料室開設。大阪音楽大学付属音楽幼稚園を開園。留学生受入制度を導入。点字入試を実施
  - 11月30日 - 大学院音楽研究科の開設を申請
- 1968年（昭和43年）
  - 3月30日 - 大阪音楽大学大学院設置認可
  - 4月1日 - 大学院音楽研究科を開設（作曲専攻修士課程、声楽専攻修士課程、器楽専攻修士課程）
  - 5月 - 楽器資料室を（大阪音楽大学付属）楽器博物館と改称
- 1970年（昭和45年）
  - 4月1日 - 大学器楽学科にオルガン専攻を開設
- 1971年（昭和46年）
  - 7月6日 - 三笠宮崇仁親王が訪問
- 1972年（昭和47年）
  - 4月 - 楽器博物館に館長を置く
- 1974年（昭和49年）
  - 4月1日 - 短期大学の専攻科器楽専攻に箏を開設
- 1976年（昭和51年）
  - 4月1日 - 大阪音楽大学音楽学部の器楽学科に箏専攻を開設。学長補佐職を設け、音楽学部長、短期大学部長職を廃止。名誉教授称号授与規定を制定
- 1978年（昭和53年）
  - 3月15日 - 卒業式にて大阪音楽大学社会福祉事業団、大阪音大学大学文化振興財団、大阪音楽大学奨学事業財団の発足が発表される
  - 4月1日 - 大学に新カリキュラム実施。専門特殊研究コースを新設。大学の専攻科器楽専攻に箏を導入
  - 4月 - 現行のチャイム使用を開始
  - 5月30日 - 付属音楽高等学校の閉校を決定
  - 6月14日 - 大阪府に付属音楽高等学校生徒募集の停止届けを提出
- 1979年（昭和54年）
  - 5月2日 - 楽器博物館の一般公開を大学祭開催時から毎週水曜日の午後に変更
- 1980年（昭和55年）
  - 2月26日 - 水川清一、永眠
  - 7月30日 - 文化センターを水川記念館（のちのK号館）と改称
  - 9月18日 - 水川記念館内に楽器博物館、音楽文化研究所を移設
  - 10月15日 - 皆川記念館開館
- 1981年（昭和56年）
  - 3月31日 - 大阪音楽大学付属音楽高等学校を閉校
  - 4月1日 - 水川記念館に音楽研究所を開設（水川記念館開館時に新設された5研究室と既設の音楽文化研究所を統合。資料研究部門（音楽文化史・現代音楽・民族音楽の各研究室）と実験研究部門（音楽音響・音楽生理・音楽教育の各研究室）に再編）
- 1983年（昭和58年）
  - 4月1日 - 大学院作曲専攻に楽理研究室を開設
- 1984年（昭和59年）
  - 11月25日 - 昭和60年度音楽学部入学試験における推薦入学試験を初実施
- 1986年（昭和61年）
  - 3月20日 - 本学初となる事業報告書『昭和59年の事業報告書』を刊行
  - 5月21日 - 大阪音楽大学社会福祉事業団を大阪音楽大学音楽文化振興財団に併合
  - 7月9日 - 短期大学第二部の学生募集停止を届出、昭和62年度以降の学生募集を停止
- 1987年（昭和62年）
  - 2月 - 短期大学部音楽専攻の入学試験実技科目にリコーダー、ギターを新設
  - 11月5日 - 大阪市内で日本初のオペラハウス「大阪音楽大学永井幸次記念講堂」の建設発表記者会見を行う
  - 11月6日 - 「大阪音楽大学永井幸次記念講堂」起工式を行う
  - 12月14日 - 「大阪音楽大学永井幸次記念講堂」の愛称を「ザ・カレッジ・オペラハウス」と決定する
- 1988年（昭和63年）
  - 3月1日 - 本学初の大学史『大阪音楽大学七〇年史 楽のまなびや』を刊行
  - 4月1日 - 客員教授制度発足
  - 4月17日 - 大阪音楽大学オペラハウス管弦楽団発足
- 1989年（平成元年）
  - 3月17日 - 「ザ・カレッジ・オペラハウス」竣工式・記者会見・施設案内を実施
- 1990年（平成2年）
  - 2月 - 大阪音楽大学3年次編入に推薦入学制度を導入
  - 4月1日 - 大学院弦研究室を管弦打研究室へ改組。授業時間帯を変更
  - 4月 - 平成4年度からの新入学試験制度を発表
  - 7月1日 - 入試課、付属音楽学園事務室、入試広報デスクを統合してアドミッション・オフィスを設置
  - 11月27日 - ザ・カレッジ・オペラハウスが第10回大阪まちなみ賞（大阪都市景観建築賞）奨励賞を受賞
- 1991年（平成3年）
  - 4月1日 - 大阪音楽大学奨学事業財団に奨励金制度を導入
  - 6月1日 - ザ・カレッジ・オペラハウスに館長制度発足。大阪音楽大学オペラハウス管弦楽団をザ・カレッジ・オペラハウス管弦楽団と改称
  - 11月17～21日 - 新制度による大学・短期大学部の推薦入学試験を実施
- 1992年（平成4年）
  - 1月27日 - 大阪音楽大学短期大学部第二部、文部省より廃止認可
  - 2月1～4日 - 新制度による大学・短期大学部の一般入学試験を実施
  - 3月31日 - 大阪音楽大学短期大学部音楽科第二部を廃止
  - 4月1日 - 大阪音楽大学短期大学部音楽科第一部を大阪音楽大学短期大学部音楽科と改称。同時に日本初となるジャズ・ポピュラー部門を開設
  - 5月29日 - 父兄会を後援会に改称
- 1993年（平成5年）
  - 9月10日 - ザ・カレッジ・オペラハウス合唱団結成
- 1996年（平成8年）
  - 5月1日 - 『大阪音楽大学八〇年史 楽のまなびや』刊行
  - 5月23日 - 自己点検・評価委員会発足
- 1997年（平成9年）
  - 4月1日 - 大阪音楽大学専攻科の作曲専攻に指揮、声楽専攻に演出を開設
- 1998年（平成10年）
  - 4月1日 - アドミッション・センター発足
- 1999年（平成11年）
  - 4月1日 - 短期大学音楽専攻の6コース16クラスを10コース（ミュージカル／ポピュラー・ボーカル／声楽／ピアノ／電子オルガン／吹奏楽／ジャズ／ストリング／リコーダー／ギター）に再編。大学と短期大学部で単位互換制度実施
- 2000年（平成12年）
  - 4月1日 - 短期大学部に「選択系」とセメスター制を導入。短期大学部専攻科は従来の「セミナー制」を廃止。短期大学部専攻科3専攻が学位授与機構認定の専攻科となる。短期大学部に学長補佐職を設置。大学院奨学制度発足
  - 9月1日 - 新事務機構発足、職制変更。学務センターを開設
  - 11月1日 - エクステンション・センターを開設
- 2001年（平成13年）
  - 2月3日 - 大学・短期大学部において、音楽系大学で初となるインターンシップ制度を導入
  - 4月1日 - 学則を全面改定
- 2002年（平成14年）
  - 4月1日 - 大学専攻科「作曲専攻 指揮」のカリキュラムを変更。「合唱指揮」、「吹奏楽指揮」を新設。「作曲専攻 指揮」は「オーケストラ・オペラ指揮」とした。音楽研究所、楽器博物館、校史史料室、録音室の資料を統合し、大阪音楽大学音楽博物館に改組。「演奏員制度」を導入
- 2003年（平成15年）
  - 3月11日 - 大阪府立池田北高等学校音楽コースと連携協定を締結
  - 3月31日 - 大阪音楽大学付属音楽学園を閉園
  - 4月1日 - 新奨学制度発足。大阪音楽大学付属音楽院を開設
  - 6月23日 - 自己点検評価統括委員会を設置
- 2004年（平成16年）
  - 4月1日 - 短期大学部音楽科の音楽専攻を募集停止。短期大学部音楽科にジャズ・ポピュラー専攻（ジャズコース、ミュージカルコース、電子オルガンコース、ポピュラーコース）を開設。特任教員制度を導入。大学院音楽活動奨励支援制度を創設
  - 9月9日 - 大阪市内二ヶ所で「サテライト・マスタークラス」を夜間開講
  - 10月4日 - 啓明大学校音楽・舞台芸術大学（韓国）と「両大学間における相互理解の覚書」を締結、大学間国際交流の第一号となる
- 2005年（平成17年）
  - 3月3日 - 学校法人大阪音楽大学100％出資による株式会社テスタ設立
  - 4月1日 - 楽理を音楽学、箏を邦楽と専攻名を変更
- 2006年（平成18年）
  - 4月1日 - 同窓会《幸楽会》特別推薦制度を導入
  - 9月25日 - 豊中市教育委員会と大阪音楽大学との連携協力に関する覚書に調印
- 2007年（平成19年）
  - 4月1日 - 大阪音楽大学音楽学部器楽学科ピアノ専攻にピアノ演奏家特別コースを開設。教育助手制度を廃止
  - 4月11日 - いずみホールと産学連携授業「音楽産業論」を開始
  - 5月8日 - 上海音楽院と姉妹校提携
  - 12月10日 - 神戸市教育委員会と「スクールサポーター制度」実施に係る協定を締結
  - 12月20日 - 神戸親和女子大学と大学間協定書に調印
- 2008年（平成20年）
  - 3月 - 大学・短期大学部の入学試験日を追加
  - 4月1日 - ポータルシステム始動。新奨学制度を導入。国際交流室を開設
  - 5月15日 - デトモルト音楽大学（ドイツ）と提携協定を締結
  - 6月 - FD推進室を開設
  - 7月1日 - オフィスアワーを実施
  - 9月1日 - コンサート・センターを開設
  - 9月12日 - 短期大学部音楽専攻を廃止
- 2009年（平成21年）
  - 1月17日 - 高等学校への出張授業を開始
  - 3月3日 - ワイマール。リスト音楽院（ドイツ）と提携協定を締結
  - 3月26日 - 河合楽器製作所と協定書に調印
  - 3月 - 大学院入学試験日程を追加
  - 4月1日 - 短期大学部1学科4専攻を1学科11コースに改組。大学3年次編入学者における短期大学取得単位の包括認定。豊中市と学校法人大阪音楽大学との連携協定に関する覚書に調印。GPAを導入
  - 4月1日 - 大阪音楽大学短期大学部音楽科を改組、音楽科の専攻制をコース制に改める
  - 7月 - 王立ウェールズ音楽演劇大学（英国）と提携協定を締結
  - 9月14日 - 学生支援センター発足
  - 9月25日 - 短期大学部ポピュラーコースと帝塚山学院高等学校が連携協定を締結
  - 9月 - フォルクヴァング芸術大学（ドイツ）と提携協定を締結
  - 12月 - ブローニュ＝ビヤンクール地方音楽院（フランス）と提携協定を締結
- 2010年（平成22年）
  - 今年度より出張授業を中学校へも拡大
- 2011年（平成23年）
  - 2月24日 - 大阪音楽大学短期大学部の専攻科音楽専攻が学位授与機構認定課程となる
  - 4月1日 - 大阪音楽大学音楽学部器楽学科弦楽器専攻にヴァイオリン演奏家特別コースを開設。大阪音楽大学短期大学部の専攻科3専攻を音楽専攻の1専攻に改組
- 2012年（平成24年）
  - 4月1日 - 大阪音楽大学音楽学部の作曲学科、声楽学科、器楽学科を音楽学科に改組・統合。大阪音楽大学音楽学部音楽学科にジャズ専攻、クラシックギター専攻、電子オルガン専攻を開設。大阪音楽大学短期大学部音楽科にクラシックギターコース、ダンスパフォーマンスコースを開設
- 2014年（平成26年）
  - 4月1日 - 大阪音楽大学音楽学部器楽学科ピアノ専攻にピアノ指導者コースを開設。大阪音楽大学短期大学部専攻科にクラシックギターコース、ダンスパフォーマンスコースを開設
- 2016年（平成28年）
  - 4月1日 - 大阪音楽大学音楽学部音楽学科にミュージッククリエーション専攻、ミュージックコミュニケーション専攻を開設。音楽学専攻募集停止
- 2017年（平成29年） 
  - - 100周年記念会館運用開始（3月26日に完成披露式を執行）。
  - 4月 - 音楽博物館を大阪音楽大学ミュージックセンター楽器資料館と改称、第2キャンパスから100周年記念館内に移転。付属音楽院さくら夙川校開校。第2キャンパス（名神口校地）を売却
- 2018年（平成30年）
  - 4月 - 大学音楽学部音楽学科のクラシックギター専攻をギター・マンドリン専攻に、短期大学部音楽科クラシックギターコースをギター・マンドリンコースに改称
- 2020年（令和2年）
  - 4月 - 短期大学部音楽科作曲コースと電子オルガン・コースを統合し作曲デザイン・コースを開設、ポピュラー・コースを改組しヴォーカルパフォーマンス・コース、ポピュラーインストゥルメント・コースを開設、短期大学部専攻科クラシック・ギター・コースをギター・マンドリン・コースに改称
  - 12月 - 付属音楽院さくら夙川校閉校
- 2021年（令和3年）
  - 4月 - 大学音楽学部音楽学科にヴォーカルパフォーマンス専攻、ポピュラーインストゥルメント専攻を開設
- 2022年（令和4年）
  - 3月 - 大阪音楽大学・大阪音楽大学短期大学部が公益財団法人日本高等教育評価機構による大学・短期大学機関別認証評価の結果、「大学評価基準・短期大学評価基準に適合している」と認定を受ける
  - 4月 - 大学音楽学部音楽学科にミュージックビジネス専攻を開設、大学音楽専攻科クラシックギターをギター・マンドリンに改称、短期大学部専攻科の作曲コースと電子オルガン・コースを統合し作曲デザイン・コースを開設、ポピュラー・コースを改組しヴォーカルパフォーマンス・コース、ポピュラーインストゥルメント・コースを開設
- 2023年（令和5年）
  - 4月 - 大学音楽学部音楽学科管楽器専攻に管楽器演奏家特別コースを開設、同打楽器専攻に打楽器演奏家特別コースを開設、同弦楽器専攻のヴァイオリン演奏家特別コースを改組し、弦楽器演奏家特別コースを開設、同ヴォーカルパフォーマンス専攻とポピュラーインストゥルメント専攻を改組し、ポピュラーエンターテインメント専攻を開設、短期大学部ヴォーカルパフォーマンス・コースとポピュラーインストゥルメント・コースを改組し、ポピュラーエンターテインメント・コースを開設、大学音楽学部音楽学科ピアノ専攻ピアノ指導者コース、パイプオルガン専攻を募集停止

## 基礎データ

### 所在地
- 第1キャンパス：大阪府豊中市庄内幸町1-1-8　他
  - 豊南校地：大阪府豊中市豊南町東1-5-1
- 箕面校地：大阪府箕面市止々呂美520-1　他

### 象徴
大阪音楽大学歌
- 作詞・作曲は永井幸次

## 組織

### 学部・学科
- 音楽学部
  - 音楽学科
    - 作曲専攻
    - ミュージッククリエーション専攻
    - 地域創生ミュージックマネジメント専攻
    - ミュージックビジネス専攻
    - 声楽専攻
    - ピアノ専攻（ピアノ・ピアノ指導者・ピアノ演奏家特別コースにわかれる）
    - パイプオルガン専攻
    - 管楽器専攻
    - 弦楽器専攻（弦楽器コース・ヴァイオリン演奏家特別コースにわかれる）
    - 打楽器専攻
    - ギター・マンドリン専攻
    - 邦楽専攻
    - ジャズ専攻
    - ポピュラーエンターテインメント専攻
    - 電子オルガン専攻
- 音楽専攻科
  - 作曲専攻
  - 声楽専攻
  - 器楽専攻

### 短期大学部
- 音楽科
- 専攻科
  - 音楽専攻

### 大学院
- 音楽研究科（修士課程）
  - 作曲専攻
  - 声楽専攻
  - 器楽専攻

## 関連施設

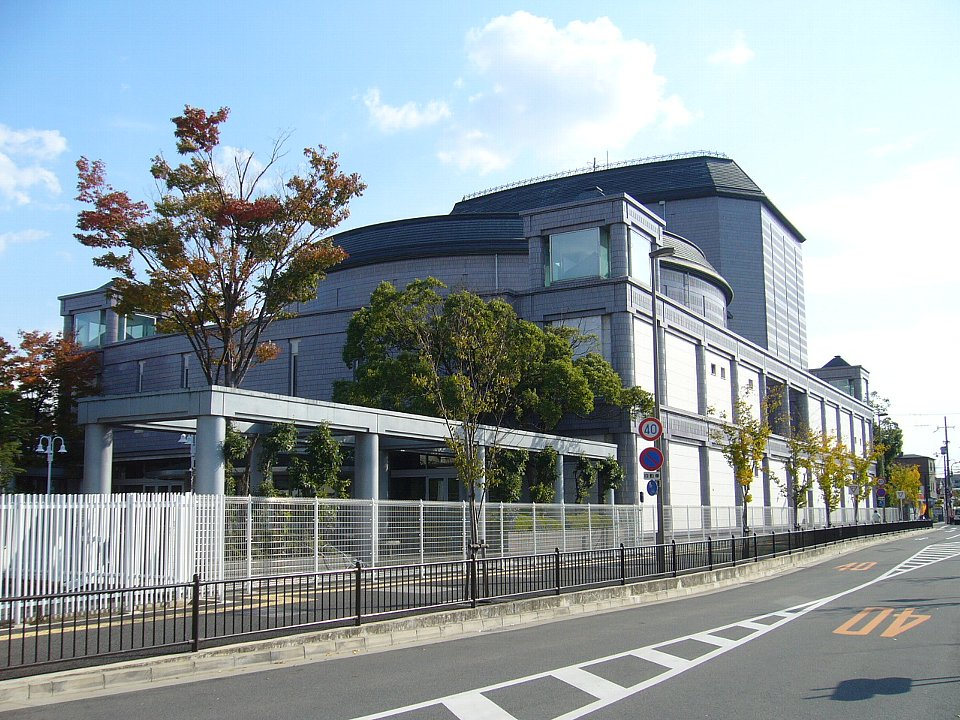
ザ・カレッジ・オペラハウス 外観

- ザ・カレッジ・オペラハウス - 創立70周年記念事業の一環として、1989年に竣工。日本で初めて専属の管弦楽団と合唱団を持ったオペラハウスで、収容人数は756名。2000年モービル音楽賞受賞。
- 大阪音楽大学楽器資料館
- 大阪音楽大学付属図書館 - 学外者の利用を認めており[2]、収蔵資料の内訳と特徴は次のとおり。
  - 図書・雑誌約8万点[2][3]
    - 「二世鶴澤清八浄瑠璃本コレクション」およびそのデータベース。江戸～大正期の稽古本等約1,600点で構成[4][5][注 1]

  - 楽譜約4万1,000点[2][3]
    - 雑誌[7]の付録として出版された楽譜のコレクション - 1曲ずつ製本、書誌を作成し、無名だった時期の現代音楽作曲家の作品の保存に貢献[2][3]。
    - 創設者・永井幸次作品 - およそ2,000点[8]

  - 視聴覚資料 (レコード・CDなど) 約4万9,000点[2][3]
    - 世界各国の民族音楽の録音約6,000点 - 流通するレコードやCDに加えて現地で収録した生の音源[9]
    - 「天神祭」のフィールドワークの記録約630点を含む - 1980年から10年間にわたる調査で作成したビデオ、音声カセット、写真、文書ファイル等[9][10]
    - 関西の洋楽史資料[9][11][12] - 関西で見られた洋楽活動の記録およそ30万点を明治時代から年代順に配列し、閲覧を認めている[13]。

## 附属機関
- 大阪音楽大学付属音楽幼稚園
- 大阪音楽大学付属音楽院

## 大学関係者と組織

### 大学関係者一覧
- 大阪音楽大学の人物一覧

## 対外関係

### 姉妹校
- 韓国
  - 啓明大学校 音楽・舞台芸術大学
- 中国
  - 上海音楽学院
- ドイツ
  - デトモルト音楽大学（ドイツ語版）[14]
  - フォルクヴァング芸術大学（ドイツ語版）[15]
  - ワイマール・フランツ・リスト音楽大学
- イギリス
  - 王立ウェールズ音楽演劇大学（英語版）[16]
- フランス
  - ブローニュ＝ビヤンクール地方音楽院
- アメリカ合衆国
  - デポール大学 音楽学部（英語版）[17]
- イタリア
  - ミラノ音楽院

## 交通アクセス
- 阪急宝塚本線　庄内駅から徒歩約10分。

## 注
1. ↑  2004年には浄瑠璃資料のデータベース化ならびに目録作成を完了、特別展「二世鶴澤清八浄瑠璃本コレクション」(2004年9月27日–10月8日) を開く。あわせて解説付きのコンサート「素浄瑠璃のたのしみ」(2004年9月28日) を催し、豊竹呂勢大夫 (浄瑠璃) と鶴澤清介 (三味線) が出演した。解説は山田智恵子ならびに神津武男（早稲田大学演劇博物館客員研究員)[6]。